# VY الكلب الأكبر

صورة افتراضية لتوضيح الفرق الهائل بين حجم الشمس وحجم "في واي الكلب الأكبر"

في واي الكلب الأكبر (بالإنجليزية: VY Canis Majoris)‏ هو عملاق احمر فائق هو من أكبر النجوم المعروفة للإنسان ويعتبر أحد أكثر النجوم إشعاعا. يقع ضمن كوكبة الكلب الأكبر ويبعد عن الأرض 3900 سنة ضوئية (1.2 فرسخ فلكي). أي أنه ينتمي إلى مجرتنا مجرة درب التبانة. يصنف في واي كانيس ماجوريس ضمن النجوم المتغيرة مع فترة تقدر ب 2,000 يوم.

## الاكتشاف
أول ملاحظة مسجلة معروفة للنجم في واي كانيس ماجوريس في فهرس لالاند للنجوم في 7 مارس 1801.إضافة إلى الدراسات التي أُجريت على القدر الظاهري للنجم في القرن التاسع عشر تظاهر بأن النجم كان يتلاشى منذ عام 1850.منذ عام 1847 صُنّف في واي الكلب الأكبر كنجم قرمزي.خلال القرن التاسع عشر شاهد المراقبين على الأقل ست مكونات منفصلة ورجحوا أن في واي قد يكون نظام نجمي.هذه المكونات المنفصلة عرفت عن طريق المناطق المشرقة الموجودة في سديم النجم. الملاحظات البصرية في عام 1957 والتصوير عالي الدقة في سنة 1998 أظهرت بأن لا يوجد نجوم مصاحبة للنجم.

### التصنيف
صنف في واي كعملاق عظيم أحمر, وهو من ضمن عمالقة عظمى نوع M, والسطوع المتغير للنجم لم يصنف حتى عام 1931 في ألمانيا حيث صنف كنجم متغير كل فترة طويلة مع قدر ظاهري قدره 9.5 -11.5. ولقد وصف النجم كنجم متغير في سنة 1939.

### الترتيب
انتقل النجم لترتيب السابع في أحجام النجوم العملاقة المكتشفة حديثا حسب بيانات ناسا.

## عمر النجم
تبيّن من مشاهدة النجم أنه يتغير بشدة وقد ألقى قدرا كبيرا من كتلته في هيئة سحابة في الفضاء تحيط به. ويميل علماء الفلك العاملين على تلسكوب هابل الفضائي إلى الرأي بأن في واي الكلب الأكبر سوف ينفجر في هيئة مستعر فوق عظيم في أي لحظة من الآن وحتى 100.000 سنة القادمة .

## الطيف
يقع في واي الكلب الأكبر ضمن قائمة عمالقة عظمى نوع M. خطوط الهيدروجين للنجم تحتوي على خصائص النجم بي الدجاجة.خط إتش-ألفا لا يمكن رؤيته وهناك خطوط طيف غير عادية من الصوديوم المحايد والكالسيوم.تختلف درجة اللمعان من عملاق مشرق إلى عملاق مشرق فائق. المحاولات المبكّرة للتصنيف كانت مشوشة بسبب تفسير المحيط الضبابي للنجم تصنف النجم في واي كنجم ثنائي.
الطبقة الطيفية المشتقة تختلف تبعا للخصائص التي تم فحصها، كما تختلف السمات الطيفية بمرور الوقت,فهو يعتبر أكثر برودة ليصنف كــM2 وعادة ما تصنف بين M3 و M4. أما درجة اللمعان فتصنيفها مشوش أيضا
وغالبا ما تعطى كدرجة أولى.

## الخصائص
في واي الكلب الأكبر نجم عالي اللمعان مع درجة حرارة مؤثرة تبلغ 3500, ويضعه في الزاوية العليا اليمنى لرسم هرتزبرونغ-راسل وهذا يعني أنه نجم متطوّر للغاية، خلال النسق الأساسي له، كما يمكن أن يكون ذو تصنيف نجمي O.وكتلة قدرها 15 إلى 35 كتلة شمسية.

### حجمه

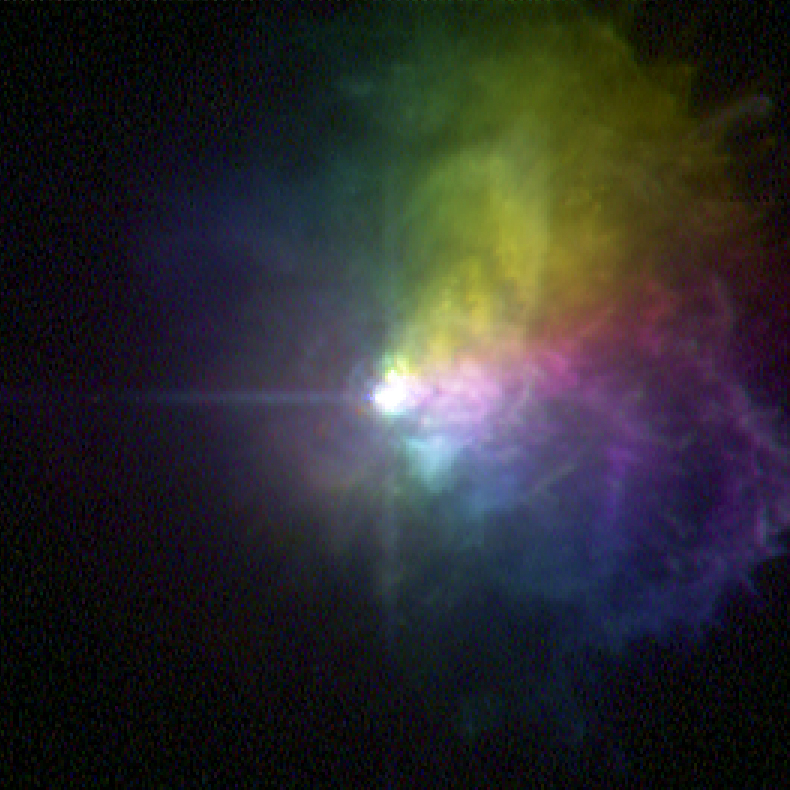
في واي الكلب الأكبر كما صوره تلسكوب هابل الفضائي وهو يتفجر ملقيا جزء من كتلته في الفضاء.

يقدّر العلماء طول نصف قطر هذا النجم بما يتراوح بين 1.800 و2.100 ضعف نصف قطر الشمس.
لكي نتخيل حجم هذا النجم لو وضعنا الشمس في مركزه يكون نهاية نصف القطر كوكب زحل، أو أكبر من قطر الأرض 100.000 مرة.
يعني الحجم العظيم لهذا النجم أن متوسط كثافته تبلغ بين 0.000005 إلى 0.000010 كيلوجرام/متر3.

### اللمعان
في عام 2006, جامعة مينيسوتا البروفسور روبرتا م.همفريز استخدم مسافة توزيع الطاقة الطيفية لحساب درجة لمعان النجموم بما أن معظم الإشعاع القادم من النجم يعاد معالجته بواسطة الغبار الموجود في السحابة المحيطة حيث دمج مجموع جميع التدفقات الموجودة خلال السديم وأظهرت ان درجة لمعان في واي هي 5.6 × 105 ضياء شمسي

## اكتشاف عام 2007

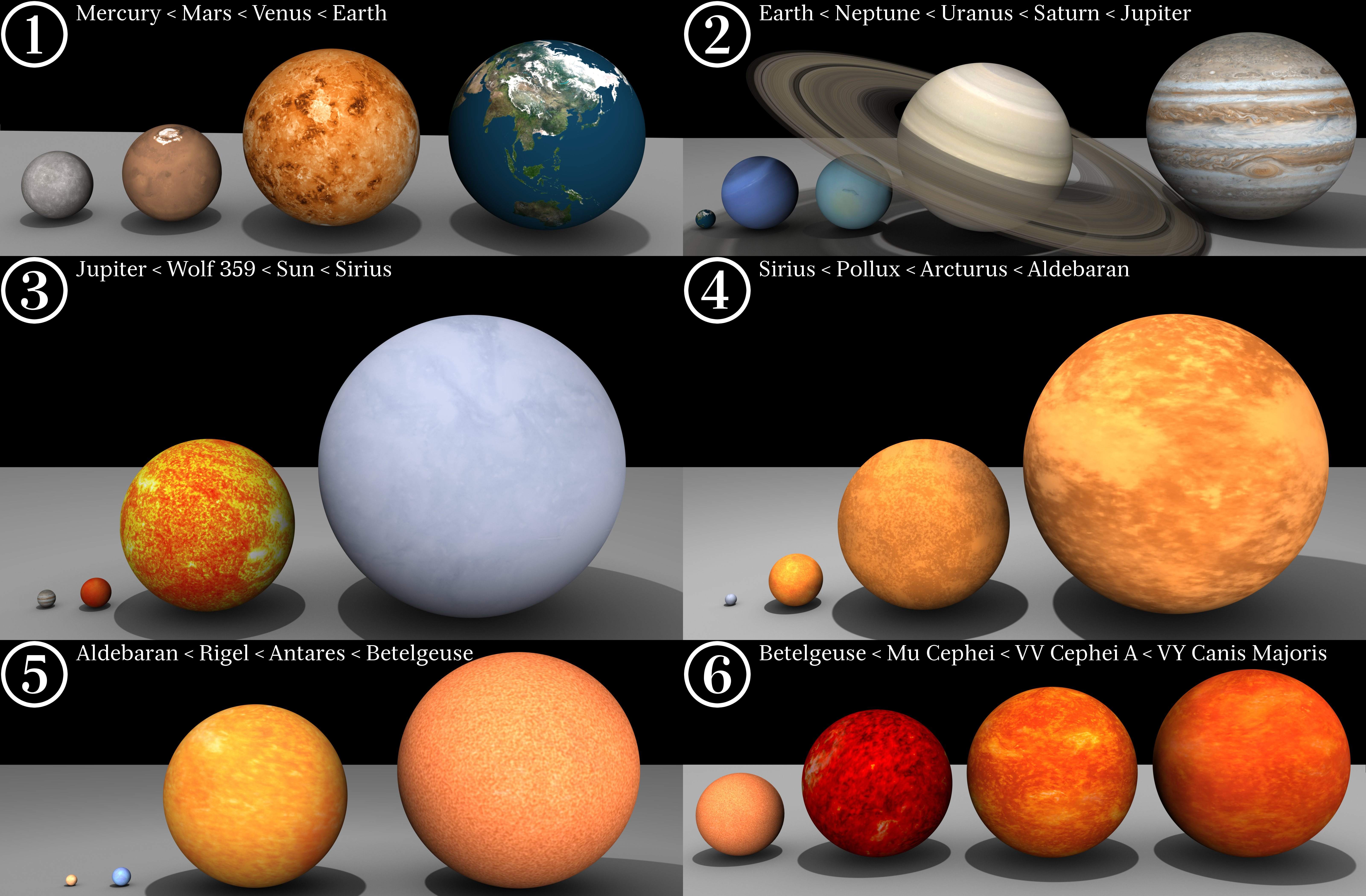
مقارنة بين أحجام بعض كواكب المجموعة الشمسية والشمس وبعض النجوم العملاقة.
1. عطارد <المريخ <الزهرة <الأرض
2. الأرض <نبتون <أورانوس <زحل <المشتري
3. المشتري <وولف 359 <الشمس <الشعرى اليمانية
4. الشعرى اليمانية <رأس التوأم المؤخر <السماك الرامح <الدبران
5. الدبران <رجل الجبار <قلب العقرب <منكب الجوزاء
6. منكب الجوزاء <الراقص <في في الملتهب أ <في واي الكلب الأكبر.

في عام 2007 اكتشف علماء الفلك الأمريكيون الذين يعملون تحت رعاية لوسي زيوريس عند دراستهم لنتائج رصد التلسكوب الراديوي ذي قطر 10 متر، اكتشفوا مركبات الهيدروجين منها سيان الهيدروجين ومركبات كبريت كربونية وكلوريد الصوديوم وبعض مركبات تحتوي على الفسفور والنتروجين محيطة بهذا النجم.
ويعزى إلى تلك السحابة التي تحيط به امتصاص أشعته حيث نرى جزءاً منها فقط في نطاق الضوء المرئي وتجعل في واي الكلب الأكبر يظهر أقل تألقا عما يشير إليه مقدار ضيائه.

## وصلات خارجية
- موقع الكون في الإنترنت

## اقرأ أيضا
| - عملاق عظيم - في في الملتهب - الراقص (الملتهب) - سهيل (نجم) - الجبار (كوكبة) - الميسان (نجم) - نطاق الجبار - مسدس الشتاء - النظام (الجبار) | - نجم المليك - رأس التوأم المؤخر - المرزم (نجم) - قائمة أسماء النجوم العربية - قائمة أقرب النجوم إلينا - قائمة أكبر النجوم - قائمة أكبر النجوم كتلة - قائمة أشد النجوم سطوعا |  |